# Лоингсех мак Колмайн

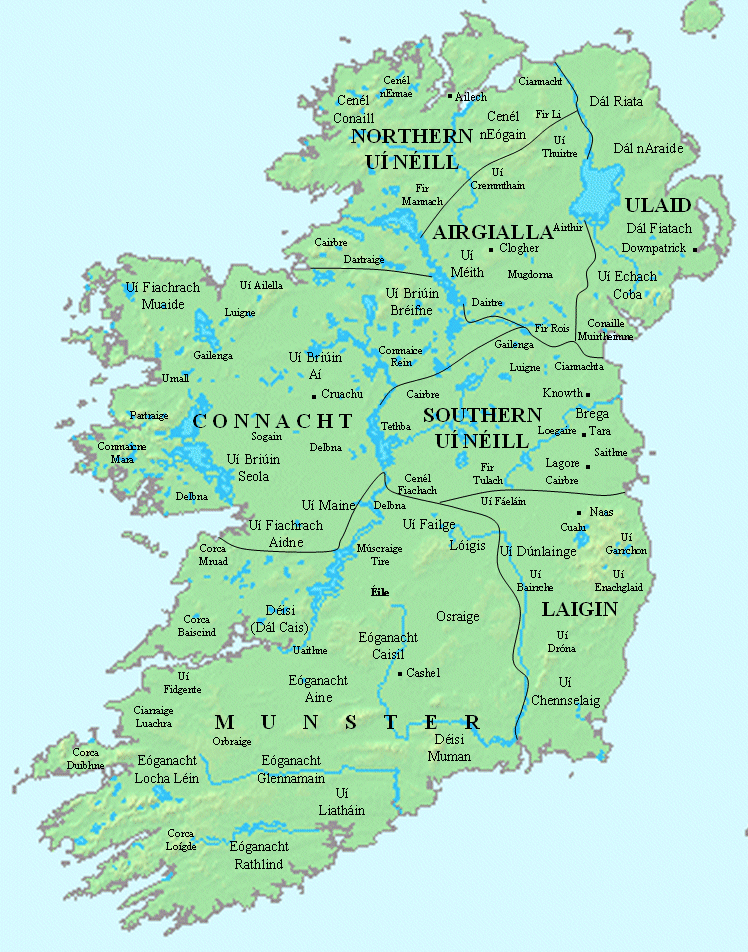
Ирландия в Раннее Средневековье

Лоингсех мак Колмайн (Лайдгнен; др.‑ирл. Loingsech mac Colmáin, Laidgnen; умер в 655) — король Коннахта (649—655) из рода Уи Фиахрах.

## Биография
Лоингсех был одним из сыновей правителя Коннахта Колмана мак Кобтайга. Он принадлежал к септу Уи Фиахрах Айдне.
Отец Лоингсеха мак Колмайна пал на поле боя в 622 году. Его противником был Рогаллах мак Уатах из соперничавшего с Уи Фиахрах рода Уи Бриуйн, который и получил власть над Коннахтом. Он правил королевством до самой своей гибели от рук рабов в 649 году.
После кончины Рогаллаха мак Уатаха в Коннахте началась борьба за власть. С одной стороны, право на престол оспаривали сыновья погибшего монарха — Фергус, Катал и Келлах, поддержанные своим союзником, королём Бреги Диармайтом мак Аэдо Слане. С другой стороны, притязания на власть выказал брат Лоингсеха Гуайре Айдне. Противники сошлись для битвы около Горта. В битве, известной как сражение при Карн Конайлле, войско Гуайре Айдне было разгромлено армией Диармайта. Брат Лоингсеха едва сумел спастись бегством. Обстоятельства этого сражения стали основой для написанной в X веке поэмы «Битва при Карн Конайлле» (др.‑ирл. Cath Cairnd Chonaill). Однако исторические источники свидетельствуют, что, несмотря на итог сражения, престол Коннахта перешёл не к сыновьям Рогаллаха, а к Лоингсеху.
О правлении Лоингсеха мак Колмайна известно не очень много. В списке коннахтских королей, сохранившемся в составе «Лейнстерской книги», он ошибочно наделяется только тремя годами правления, а в трактате «Laud Synchronisms» его имя вообще не упоминается.
По свидетельству ирландских анналов, всё правление Лоингсеха мак Колмайна прошло в столкновениях между сторонниками короля и его соперниками из Уи Бриуйн. В 653 году союзник Лоингсеха, король Уи Мане Маркан мак Томмайн, погиб в бою около Иартайр Сеолы, сражаясь с Кенн Фаэладом мак Колганом и Маэнахом мак Баэтином из Уи Бриуйн, а в 654 году людьми из Уи Фиахрах Айдне был убит Фергус, сын бывшего коннахтского короля Рогаллаха мак Уатаха. Единственное свидетельство анналов о самом Лоингсехе — упоминание в «Анналах Тигернаха» о его кончине в 655 году.
После смерти Лоингсеха мак Колмайна престол Коннахта унаследовал его брат Гуайре Айдне.